# Montanhas Wallowa
As Montanhas Wallowa (Inglês: Wallowa Mountains) é uma cadeia montanhosa localizada no Platô de Columbia [en], no nordeste do estado do Oregon, nos Estados Unidos. A cordilheira se estende por aproximadamente 64 km de noroeste a sudeste, abrangendo o sudoeste do condado de Wallowa e o leste do condado de Union, entre as Montanhas Blue a oeste e o Rio Snake a leste. A cordilheira é, por vezes, considerada um esporão oriental das Montanhas Blue e é conhecida como os "Alpes do Oregon". Grande parte dessa região é designada como Reserva Florestal Eagle Cap [en], uma área pertencente à Floresta Nacional Wallowa-Whitman [en].

## Geografia
A cordilheira é drenada pelo rio Wallowa, que corre pelo lado norte das montanhas, e pelo seu afluente, o rio Minam, que flui pelo lado oeste. O rio Imnaha percorre o lado leste da cordilheira.
O ponto mais alto da cordilheira é o Pico Sacajawea, que se encontra a 2.999 m acima do nível do mar e é a sexta montanha mais alta do Oregon, além de ser o pico mais alto do estado fora da Cordilheira das Cascatas.

## Geologia
Muitos geólogos acreditam que as Montanhas Wallowa, no nordeste do Oregon, são um fragmento deslocado da Cintura Insular [en]. O núcleo das Wallowas é composto pelo Batólito Wallowa, rodeado por basalto do Rio Columbia [en]. Além disso, existem vários terranos mais antigos entre o batólito e os fluxos de basalto.
O Batólito de Wallowa é formado por granito proveniente de um magma que aflorou no Jurássico Superior e no Cretáceo Inferior (entre 160 milhões e 120 milhões de anos atrás). A ascensão dessa rocha causou a elevação da superfície, que na época era um mar tropical. Isso é evidenciado pelas ardósias, quartzitos e mármores presentes nas montanhas, que resultam do metamorfismo dos depósitos sedimentares dos oceanos durante o Triássico. No centro do Batólito, encontram-se rochas granodioríticas, enquanto os limites exteriores da cordilheira são tonalíticos. O batólito granítico é cortado por diques, embora estes sejam pouco frequentes.

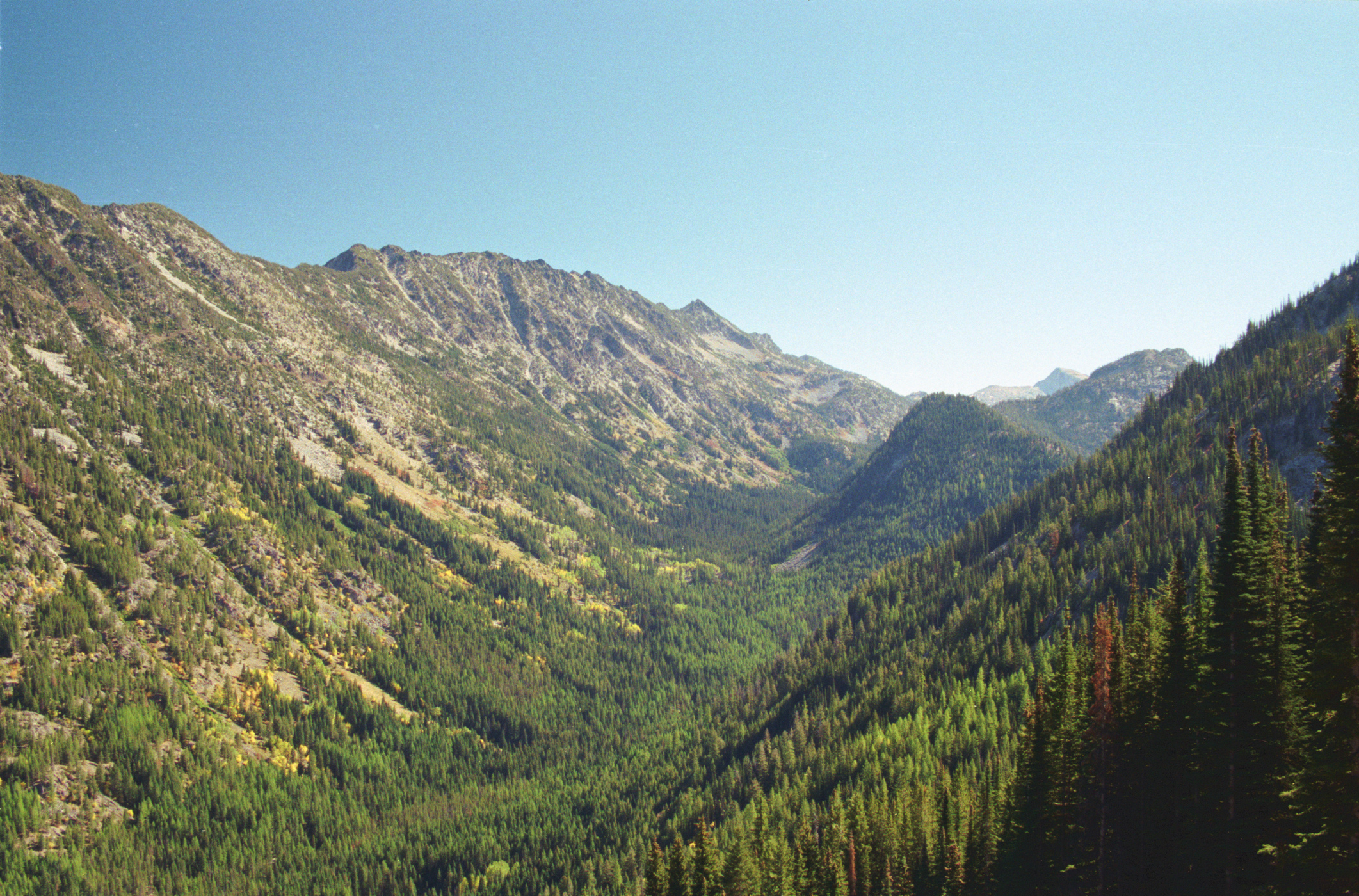
O vale do rio Lostine nas montanhas.

As geleiras esculpiram os vales durante o Pleistoceno tardio, deixando uma série de morenas. Essa formação resulta de uma sequência de avanços e recuos glaciares. O derretimento dos glaciares gerou uma abundância de água, que transportou sedimentos para o fundo dos vales, deixando depósitos deltaicos sobre os depósitos anteriores.

## Clima
Nas montanhas, a maioria da precipitação ocorre na forma de neve. A precipitação total de neve atinge seu pico por volta de março. A maior parte da precipitação na região é orográfica. Próximo aos cumes das montanhas, a precipitação anual total pode ultrapassar 250 cm, enquanto nos vales pode ser tão baixa quanto 250 mm.

### Avalanches
As Montanhas Wallowa são um destino popular para esquiadores e praticantes de snowmobile. No entanto, as avalanches representam uma ameaça constante para esses praticantes nas áreas mais isoladas.
Em fevereiro de 2014, dois esquiadores de fundo morreram e outros dois ficaram gravemente feridos no sul das Wallowas, no Pico da Cornucópia [en], quando uma avalanche varreu uma ravina na encosta da montanha. Em 8 de março de 2016, o diretor do centro de avalanches local, Kip Rand, faleceu enquanto esquiava no interior, próximo à Hurwal Divide e à Montanha Chief Joseph [en], vítima de uma avalanche provocada pelo colapso de uma grande cornija.

## Ecologia
A precipitação mais elevada nas montanhas, em comparação com o território circundante, criou um habitat mésico nas Wallowas. A vegetação da região apresenta combinações de plantas encontradas tanto nas Montanhas Rochosas quanto nas Cascatas. Em altitudes mais baixas, o abeto de Douglas é a árvore mais comum nas encostas, enquanto o Picea engelmannii e o Pinus contorta ocorrem nos fundos dos vales, sendo o abeto o mais comum abaixo dos 1.600 m. Nos prados e ao redor de nascentes e poças, crescem salgueiros e juncos. Acima dos 2.100 m, o abeto subalpino [en] se torna dominante, e o pinheiro branco é frequentemente encontrado nos cumes e nas encostas voltadas para o sul.

## História antropológica

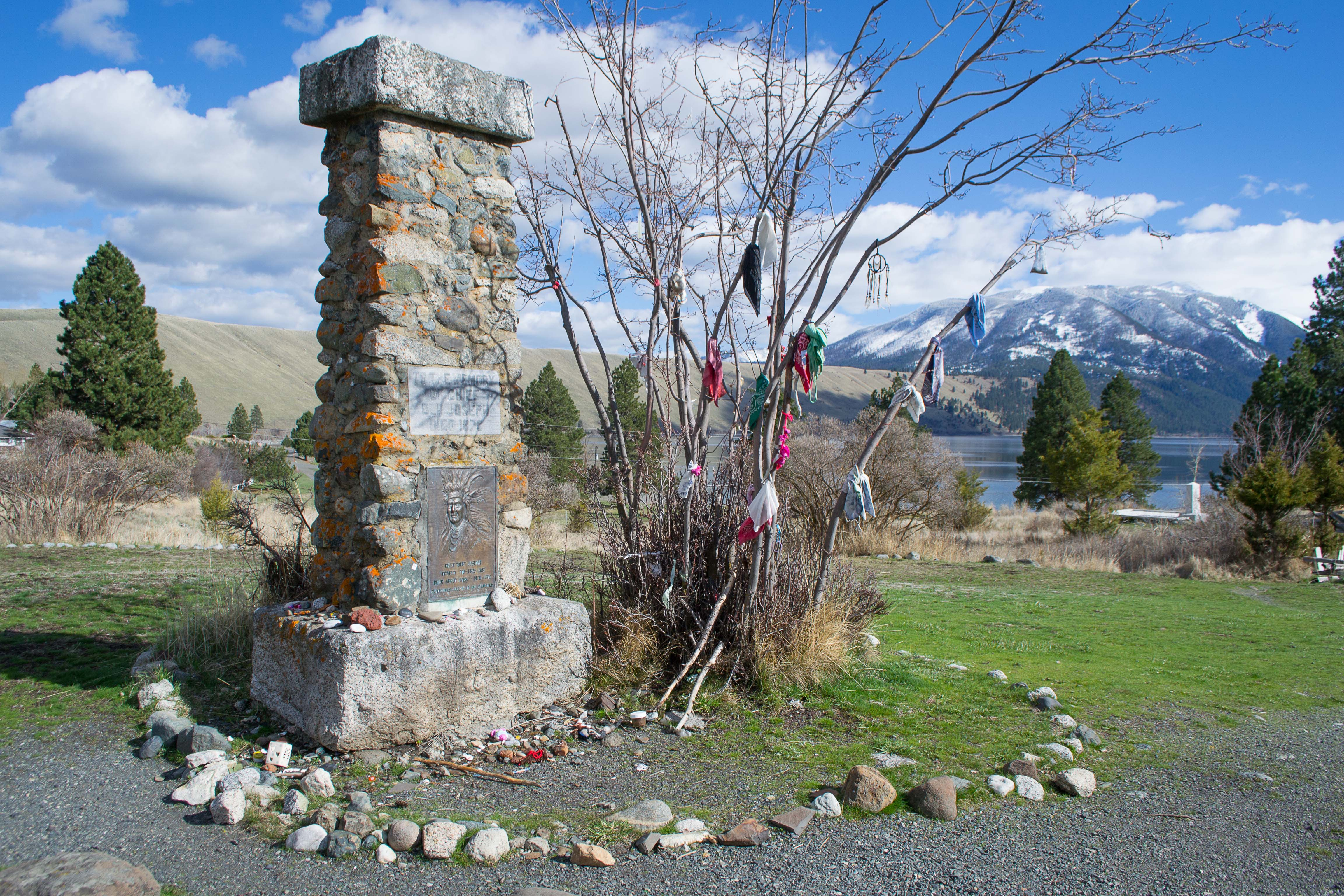
Túmulo do Chefe Joseph.

A área era habitada pelo bando Wallowa dos Nez Perce inferiores. Os Nez Perce viviam nos desfiladeiros e queimavam árvores para criar prados para os cavalos que haviam adquirido por volta de 1730. Em 1834, o Capitão Bonneville atravessou as montanhas e encontrou os Nez Perce inferiores a caminho de Fort Walla Walla. Na década de 1840, pessoas começaram a se deslocar para o oeste, trazendo colonos para a região, e os Nez Perce começaram a negociar com eles. Em 1861, uma povoação foi estabelecida nas montanhas.
Em 1863, foi assinado um novo tratado que anulava as terras concedidas por um tratado de 1855, entregando-as ao governo dos Estados Unidos. Nesse mesmo ano, os colonos das montanhas se mudaram para a atual La Grande. Essas terras incluíam o Vale Wallowa, terra natal do Chefe Joseph. O governo abriu o Vale Wallowa à colonização pela primeira vez em 1867. Agrimensores começaram a chegar e a trabalhar na região até 1869. O Vale Wallowa foi dividido em 1873, com uma metade destinada aos Nez Perce e a outra aos colonos.
Dois anos depois, em 1875, o governo baniu os Nez Perce do vale. A primeira estrada para o vale, uma estrada com portagem, foi construída no mesmo ano. O governo dos EUA tentou forçar a remoção dos Nez Perce em 1877, o que enfureceu os nativos, que optaram por atacar os colonos, levando à Guerra dos Nez-Percés.
A exploração madeireira começou no final da década de 1880, utilizando riachos e rios para transportar a madeira. Uma barragem foi construída no Lago Wallowa [en] em 1884 para irrigar o vale. Em 1908, foi concluída a primeira linha férrea para o vale. As linhas férreas foram estendidas para o vale superior pela Union Pacific Railroad em 1919, permitindo o transporte mais seguro de troncos. A barragem original no Lago Wallowa foi substituída por uma barragem de concreto em 1916, e uma nova barragem foi concluída em 1929.

## Páginas externas
- Floresta Nacional Wallowa-Whitman (em inglês)
- Centro de Avalanches de Wallowa (em inglês)